# Refugi de Port de Salau
El refugi de Port de Salau és un refugi de muntanya en ruïnes del terme municipal d'Alt Àneu, a la comarca del Pallars Sobirà. Està situat en l'àmbit del poble d'Alós d'Isil, a l'antic terme d'Isil.
Les seves restes estan situades a 2.096,5 metres d'altitud, en el mateix Port de Salau, al seu costat nord.